# Satz von Gauß über das vollständige Vierseit

4 Seiten (schwarz), 3 Diagonalen (blau), gemeinsame Gerade der Diagonalemitten (rot)

Der Satz von Gauß über das vollständige Vierseit ist ein Satz der affinen Geometrie. Er geht zurück auf Carl Friedrich Gauß (1777–1855), welcher ihn im Jahre 1810 fand. Der Satz gehört in die Reihe der sogenannten Schließungssätze, zu denen unter anderem auch der Satz von Pappos-Pascal, der Satz von Desargues, der Satz von Menelaos und der Satz von Ceva gehören.

## Klärung der Begriffe
Gegeben sei ein affiner Raum {\displaystyle {\mathcal {A}}} über einem Körper {\displaystyle K} mit {\displaystyle 2=1+1\neq 0}. Ein vollständiges Vierseit {\displaystyle {\mathcal {Q}}} in {\displaystyle {\mathcal {A}}} (engl. manchmal als quadrilateral oder eher als complete quadrilateral bezeichnet) besteht aus vier verschiedenen Geraden {\displaystyle g_{0},\,g_{1},\,g_{2},\,g_{3}}, die sich paarweise schneiden, von denen jedoch keine drei durch ein und denselben Punkt von {\displaystyle {\mathcal {A}}} gehen.

### Die Ecken des vollständigen Vierseits
Die paarweisen Schnittpunkte der vier Ausgangsgeraden werden als Ecken des vollständigen Vierseits {\displaystyle {\mathcal {Q}}} bezeichnet und bilden die Eckenmenge {\displaystyle {\mathcal {E}}={\mathcal {E}}({\mathcal {Q}})}. Dabei gehört zu jeder  2-Menge von  Geraden   {\displaystyle {\{g_{k},\,g_{l}\}}_{\neq }\subset {\{g_{0},\,g_{1},\,g_{2},\,g_{3}\}}} umkehrbar eindeutig die Ecke {\displaystyle E=g_{k}\cap g_{l}}  von {\displaystyle {\mathcal {Q}}}, was insgesamt zu
{\displaystyle |{\mathcal {E}}|={\binom {4}{2}}=6}
{\displaystyle {\mathcal {Q}}} -Ecken führt.
Weiter liegen auf jeder Geraden {\displaystyle g_{k}(k=0,\,1,\,2,\,3)}  genau drei Ecken, nämlich denjenigen Ecken, welche als Schnittpunkte {\displaystyle g_{k}\cap g_{j}}  von {\displaystyle g_{k}}  mit den übrigen Geraden {\displaystyle g_{j}(j\neq k)} entstehen.
Darüber hinaus gehört zu jeder Ecke {\displaystyle E=g_{k}\cap g_{l}({\{g_{k},\,g_{l}\}}_{\neq }\subset {\{g_{0},\,g_{1},\,g_{2},\,g_{3}\}})} umkehrbar eindeutig die Gegenecke oder Komplementärecke {\displaystyle E^{'}}, welche man dadurch gewinnt, dass man das zugehörige Komplement {\displaystyle {\{g_{0},\,g_{1},\,g_{2},\,g_{3}\}}\setminus {\{g_{k},\,g_{l}\}}={\{g_{m},\,g_{n}\}}} bildet und dann die zu {\displaystyle E} gehörige Gegenecke als  {\displaystyle E^{'}=g_{m}\cap g_{n}}.
Das Bilden der Gegenecke ist eine involutorische Abbildung auf {\displaystyle {\mathcal {E}}}:
{\displaystyle E^{''}=E}   {\displaystyle (E\in {\mathcal {E}})}.
Die Eckenmenge {\displaystyle {\mathcal {E}}} lässt sich demnach schreiben wie folgt:
{\displaystyle {\mathcal {E}}=\{E_{1},\,{E_{1}}^{'},\,E_{2},\,{E_{2}}^{'},\,E_{3},\,{E_{3}}^{'}\}} mit
{\displaystyle E_{1}=g_{0}\cap g_{1}}   {\displaystyle {E_{1}}^{'}=g_{2}\cap g_{3}}
{\displaystyle E_{2}=g_{0}\cap g_{2}}   {\displaystyle {E_{2}}^{'}=g_{1}\cap g_{3}}
{\displaystyle E_{3}=g_{0}\cap g_{3}}   {\displaystyle {E_{3}}^{'}=g_{1}\cap g_{2}}
Führt man diese Überlegung mit einer der drei von {\displaystyle g_{0}} verschiedenen Geraden statt mit {\displaystyle g_{0}} durch, so erhält man eine entsprechend andere, aber gleichwertige Darstellung der Eckenmenge {\displaystyle {\mathcal {E}}={\mathcal {E}}({\mathcal {Q}})}. Der Zusammenhang zwischen Ecken und Gegenecken ist von der Art der Darstellung der Eckenmenge unberührt und allein von der der vier Ausgangsgeraden abhängig.

### Die Ebene des vollständigen Vierseits
Der Verbindungsraum {\displaystyle {\mathcal {P}}=g_{0}\lor g_{1}} ist eine affine Ebene innerhalb {\displaystyle {\mathcal {A}}}, welche die gesamte Eckenmenge  {\displaystyle {\mathcal {E}}} enthält:
Dies ist für die Ecken {\displaystyle E_{1},\,E_{2},\,E_{3},\,{E_{2}}^{'},\,{E_{3}}^{'}}  unmittelbar klar. Wegen  {\displaystyle g_{2}=E_{2}\lor {E_{3}}^{'}} enthält {\displaystyle {\mathcal {P}}} dann aber auch die Gerade {\displaystyle g_{2}} und damit schließlich {\displaystyle {E_{1}}^{'}}.
{\displaystyle {\mathcal {P}}} ist also unabhängig von der Art der Darstellung der Eckenmenge {\displaystyle {\mathcal {E}}}  die zum vollständigen Vierseit {\displaystyle {\mathcal {Q}}} gehörige und von diesem erzeugte Ebene {\displaystyle {\mathcal {P}}={\mathcal {P}}({\mathcal {Q}})} innerhalb {\displaystyle {\mathcal {A}}}.

### Die Diagonalen des vollständigen Vierseits und deren Mittelpunkte
Nach Konstruktion liegen für keinen Index   {\displaystyle i=1,\,2,\,3} die beiden {\displaystyle {\mathcal {Q}}}-Ecken {\displaystyle E_{i}} und  {\displaystyle {E_{i}}^{'}} zugleich auf einer der vier gegebenen Geraden {\displaystyle g_{0},\,g_{1},\,g_{2},\,g_{3}}. Verbindet man also jede Ecke  {\displaystyle E_{i}} von {\displaystyle {\mathcal {Q}}} mit der Gegenecke {\displaystyle {E_{i}}^{'}}, so erhält man zu den vier gegebenen Geraden drei weitere Geraden {\displaystyle d_{1},\,d_{2},\,d_{3}} hinzu. Dies sind die Diagonalen des vollständigen Vierseits {\displaystyle {\mathcal {Q}}}:
{\displaystyle d_{1}=E_{1}\lor {E_{1}}^{'}}
{\displaystyle d_{2}=E_{2}\lor {E_{2}}^{'}}
{\displaystyle d_{3}=E_{3}\lor {E_{3}}^{'}}
Zu jeder der drei Diagonalen {\displaystyle d_{i}(i=1,\,2,\,3)} existiert unter den Punkten, die mit {\displaystyle d_{i}} inzidieren, jeweils ein ausgezeichneter Punkt {\displaystyle M_{i}}. Diesen Punkt nennt man den Mittelpunkt der Diagonalen {\displaystyle d_{i}} oder kurz die Mitte der Diagonalen {\displaystyle d_{i}}. Der Mittelpunkt der Diagonalen {\displaystyle d_{i}} erfüllt die Gleichungen:
{\displaystyle {\overrightarrow {{E_{i}}{M_{i}}}}={\tfrac {1}{2}}\cdot {\overrightarrow {{E_{i}}{E_{i}}^{'}}}={\overrightarrow {{M_{i}}{{E_{i}}^{'}}}}}
und
{\displaystyle E_{i}+{\tfrac {1}{2}}\cdot {\overrightarrow {{E_{i}}{E_{i}}^{'}}}=M_{i}={E_{i}}^{'}-{\tfrac {1}{2}}\cdot {\overrightarrow {{E_{i}}{E_{i}}^{'}}}}
und ist dadurch eindeutig bestimmt.
Von diesen drei Mittelpunkten der Diagonalen des vollständigen Vierseits  {\displaystyle {\mathcal {Q}}} handelt der Satz von Gauß.

## Formulierung
Der Satz lautet wie folgt:
In einem affinen Raum über einem Körper {\displaystyle K} der Charakteristik {\displaystyle \operatorname {char} (K)\neq 2} liegen die Mittelpunkte der Diagonalen eines vollständigen Vierseits stets auf einer Geraden, der sogenannten Gauß-Geraden.

### Der Fall der euklidischen Ebene
Der Satz gilt insbesondere für den Fall, dass {\displaystyle {\mathcal {A}}={\mathbb {A} }_{2}(K)}, also die Koordinatenebene über {\displaystyle K} ist. Ein besonders hervorzuhebender Fall liegt hierbei dann vor, wenn {\displaystyle K=\mathbb {R} } ist, also der Körper der reellen Zahlen vorliegt und wenn dann der gegebene affine Raum {\displaystyle {\mathcal {A}}} mit der euklidischen Ebene zusammenfällt.
Unter diesen Gegebenheiten lässt sich der Satz dann so aussprechen:
Wenn vier Geraden so in der euklidischen Ebene liegen, dass keine drei davon durch einen Punkt gehen, so liegen die Mitten der zugehörigen Diagonalen stets auf einer Geraden.